# Lagergren
Lagergren är ett svenskt efternamn som kan skrivas på något olika sätt.
Den 31 december 2013 var följande antal personer bosatta i Sverige med stavningsvarianterna
- Lagergren 1 264
- Lagergréen 27

Totalt blir detta 1 297 personer. Namnet har burits av ett flertal släkter utan känd inbördes släktskap. 

## Personer med efternamnet Lagergren
- Albin Lagergren (född 1992) handbollsspelare
- Alfred Lagergren (1840–1935), fabrikör och hönsfarmare
- Amy Lagergren (1842–1921), konstnär
- Anders Lagergren (1802–1867), kyrkoherde
- Andreas Lagergren (1867–1953), ingenjör och järnvägsbyggare
- August Lagergren (1848–1908), organist och musiklärare
- Carl G. Lagergren (1846–1941), svensk-amerikansk baptistisk teolog
- Caroline Lagergren, flera personer
  - Caroline Lagergren (journalist) (född 1988), journalist och programledare
  - Caroline Lagergren (politiker) (född 1986), moderat politiker
- Claes Lagergren (1853–1930), påvlig markis och kabinettskammarherre, godsägare
- Claes Leo Lagergren (1892–1961), påvlig markis och kabinettskammarherre, direktör
- David Lagergren (1919–2013), teolog och frikyrkopastor
- Edvard Lagergren (1870–1905), arkitekt och grafiker
- Eivin Lagergren (1898–1983), konsertmästare, kompositör och musiker
- Elise Lagergren (1905–?), konstnär
- Emelie Lagergren (född 1934), skådespelare
- Eric Lagergren (1876–1935), ingenjör och spårvägsdirektör
- Fredric Lagergren (1826–1917), tonsättare, lärare och organist
- Gunnar Lagergren (1912–2008), jurist och riksmarskalk
- Gustaf Lagergren (organist) (1707–1767), organist och orgelbyggare
- Helmer Lagergren (1862–1947), postmästare och kulturhistoriker
- Jesper Lagergren (född 1963), professor i kirurgi
- Johan Fredrik Lagergrén (1826–1917), koralkompositör , se  Fredric Lagergren
- Nane Annan, född Lagergren (född 1944), svensk jurist och konstnär, gift med Kofi Annan, FN:s tidigare generalsekreterare
- Nils Johan August Lagergren (1843–1915), fotograf
- Nina Lagergren (1921–2019), halvsyster till Raoul Wallenberg
- Olle Lagergren (1891–1964), arkitekt
- Olof Lagergren (1818–1890), postmästare och politiker
- Per Lagergren (1925–1987), arkitekt
- Per Johan Lagergren (1797–1856), ämbetsman och politiker
- Pernilla Lagergren (född 1977), professor i kirurgisk vårdvetenskap
- Salomon Lagergren (1741–1802), militär och målare
- Sten Lagergren (1900–1973), neurolog och psykiater
- Tore Lagergren (1907–1995), konstnär illustratör och musiker
- Åke Lagergren (1929–1999), skådespelare och teaterchef